# حملة بيرني ساندرز الرئاسية 2020

الشعار الرسمي لحملة بيرني ساندرز الرئاسية 2020

أعلن بيرني ساندرز، عضو مجلس الشيوخ الأمريكي عن ولاية فيرمونت، بدأ حملته لرئاسة الولايات المتحدة لعام 2020 عن طريق البريد الإلكتروني في 19 فبراير 2019. وجاء الإعلان بعد تكهنات واسعة النطاق بأنه سيخوض الانتخابات مرة أخرى بعد أن حل في المرتبة الثانية في الانتخابات الرئاسية التمهيدية الديمقراطية لعام 2016.
جمع ساندرز 6 ملايين دولار في الساعات ال 24 الأولى من إعلانه، متجاوزا بذلك كامالا هاريس الذي حصل على 1.6 مليون دولار مقابل أعلى مبلغ تم جمعه في اليوم الأول. جمع ساندرز عشرة ملايين دولار في الأسبوع الأول منذ إطلاق حملته الانتخابية. ففي غضون كل من الأرباع الثلاثة الأولى من عام 2019، جمعت حملة ساندرز 18.2 مليون دولار، و18 مليون دولار، و25.3 مليون دولار على التوالي. في كل ربع، كان للحملة أكبر غنيمة من أي شخص في المجال الديمقراطي. في التاسع عشر من سبتمبر 2019، أعلنت حملة ساندرز أنها بلغت مليون متبرع فردي، وأصبحت بذلك أسرع حملة رئاسية في التاريخ لتحقيق مثل هذا المعلم. فقد كان ساندرز على نحو ثابت بين المرشحين الديمقراطيين الثلاثة الأوائل في السابق على المستوى الوطني.

## خلفية
تُعد حملة ساندرز الرئاسية 2020 محاولته الثانية للترشح للانتخابات الديمقراطية، بعد حملته للترشح للانتخابات التمهيدية لعام 2016. دخل الانتخابات التمهيدية للحزب الديمقراطي 2020 كمرشح ثقيل الوزن بمقارنتها بحملته السابقة الضعيفة لعام 2016. لو ربح ساندرز الرئاسة، سيكون أول رئيس يهودي وأكبر رؤساء البلاد عمرًا بحلول وقت تنصيبه.
انضم ساندرز إلى سباق 2020 بمزايا قاعدة كبيرة من المانحين عبر الإنترنت وقبول أفكاره السياسية في التيار الديمقراطي الرئيسي. في مجال مزدحم بالمرشحين الأساسيين، كان لدى ساندرز أكبر بنية تحتية تنتظره ولكن من المرجح أن يرى قاعدة مؤيديه مجزأة، مقارنةً بحملته المباشرة في عام 2016. في حين أن سياسات مثل الرعاية الصحية التي تُدفع منفردة والكليات العامة الخالية من الرسوم الدراسية دخلت الفكر الديمقراطي السائد منذ حملته عام 2016، شكك بعض القادة الديمقراطيين في زيادة قبول ساندرز.
في 19 فبراير 2019، أعلن ساندرز في إذاعة فيرمونت العامة أنه سيخوض الانتخابات الرئاسية الأمريكية لعام 2020. في نفس اليوم، أعلن عن حملته في رسالة بريد إلكتروني إلى أنصاره وفي مقابلة مع جون ديكرسون على شبكة سي بي إس في برنامج هذا الصباح.

## الحملة
في 15 مارس 2019، أعلنت حملة ساندرز أن عمالها تعاونوا مع يو إف سي لوكال 400، ما يجعلها أول حملة رئاسية كبرى على الإطلاق تتعاون مع قوة عاملة نقابية. وعدت حملة ساندرز بتعويض انبعاثات غازات الدفيئة من خلال المساهمة في مشاريع الطاقة المتجددة.

### الطاقم والقيادة
في 21 فبراير 2019، أعلنت حملة ساندرز الرئيسين المشاركين لحملتها الوطنية: بين كوهين المؤسس المشارك لشركة بين وجيري، والنائب رو خانا، رئيس ثورتنا نينا تورنر، وكارمن يولين كروز عمدة سان خوان.
مدير الحملة فايز شاكر، والمدير السياسي أناليليا ميخيا، ومدير الاتصالات كارلي ستيفنسون. ومن بين الموظفين والمستشارين الآخرين نائبة المديرة السياسية سارة بدوي وكبيرة مستشاري الحملة تشاك روشا. نائبة المسؤول الصحفي بيلين سيسا؛ كبار المستشارين فيليب أجنيو، وبيت داليساندرو، وكيرت إرينبرغ؛ ومستشار السياسة الخارجية مات دوس. قد يجعل دور شاكر كمدير للحملة منه أول مدير حملة مسلم لحملة رئاسية أمريكية رئيسية للحزب، وأول أمريكي باكستاني يشغل هذا المنصب.[بحاجة لمصدر]

### جمع الأموال
تُراقب مجاميع جمع التبرعات عن كثب لأنها مؤشر على دعم المرشح. في غضون ثلاث ساعات ونصف بعد إعلانه، جمع ساندرز أكثر من مليون دولار من التبرعات الصغيرة من جميع الولايات الخمسين، وتجاوز بسرعة مبلغ المرشح المنافس كامالا هاريس الذي جُمع في أول يوم بعد إعلانها الرئاسي. في غضون 12 ساعة، جمع ساندرز أكثر من 4 ملايين دولار من 150 ألف متبرع، وفي أول 24 ساعة بعد إعلانه، جمع ساندرز 5.9 مليون دولار من 225 ألف متبرع فردي، بمتوسط تبرع يبلغ 27 دولارًا. في غضون أسبوع من إعلانه، جمع ساندرز 10 ملايين دولار من 359,914 مانح؛ بلغ عدد المتبرعين الذين لم يتبرعوا لحملته لعام 2016 39% من التبرعات، وبلغ عدد المتبرعين الجمهوريين المسجلين حوالي 12 ألف. بحلول 1 أبريل، جمع ساندرز 18.2 مليون دولار، متصدرًا المبالغ التي جمعها جميع المرشحين الديمقراطيين الآخرين. كان حوالي 20 في المائة من المتبرعين مؤيدين جدد وكان متوسط التبرع 20 دولارًا. في 2 يوليو، أعلن مدير حملة ساندرز فايز شاكر للصحفيين أن الحملة جمعت 18 مليون دولار في الربع الثاني من عام 2019 بالإضافة إلى تحويل مبلغ إضافي قدره 6 ملايين دولار من حسابات الحملة الأخرى. وأضاف شاكر أن 99% من التبرعات كانت تبلغ 100 دولار أو أقل بمتوسط حجم مساهمة يبلغ 18 دولارًا، وأن الحملة تلقت مليوني دولار بعد يوم من نقاش ميامي الديمقراطي. في 31 يوليو، أعلن شاكر أن حملة ساندرز جمعت 1.1 مليون من أكثر من 70 ألف تبرع منذ نقاش ديترويت الديمقراطي قبل يوم من ذلك الإعلان، والتي أشاد شاكر بساندرز لقيادتها واستخدم عبارة «لا شك أنه أفضل مرشح جاهز لخوض هذه المعركة ضد دونالد ترامب وأخيرًا جلب التغيير الذي نحتاجه لأميركا». كما هو الحال مع حملته لعام 2016، يمتلك المانحون خيار التبرع بمبلغ قدره 27 دولارًا بالضبط للحملة، وهو متوسط المبلغ الذي يمكن التبرع به لبيرني في مرحلة واحدة من حملة عام 2016. في 19 سبتمبر 2019، أعلنت حملة ساندرز أنها وصلت إلى مليون مانح فردي، لتصبح أسرع حملة رئاسية في التاريخ تحقق هذا الإنجاز.
في 1 أكتوبر 2019، أعلنت حملة ساندرز أنها جمعت 25.3 مليون دولار في الربع الثالث. في 1 يناير 2020، أعلنت حملة ساندرز أنها جمعت 34.5 مليون دولار خلال الربع الأخير من عام 2019، وهو أعلى مبلغ في ربع واحد لأي مرشح. في 6 فبراير 2020، أعلنت حملة ساندرز أنها جمعت 25 مليون دولار في يناير 2020، أكثر من أي مرشح آخر خلال أي ربع كامل لعام 2019.

### الخطابات العامة

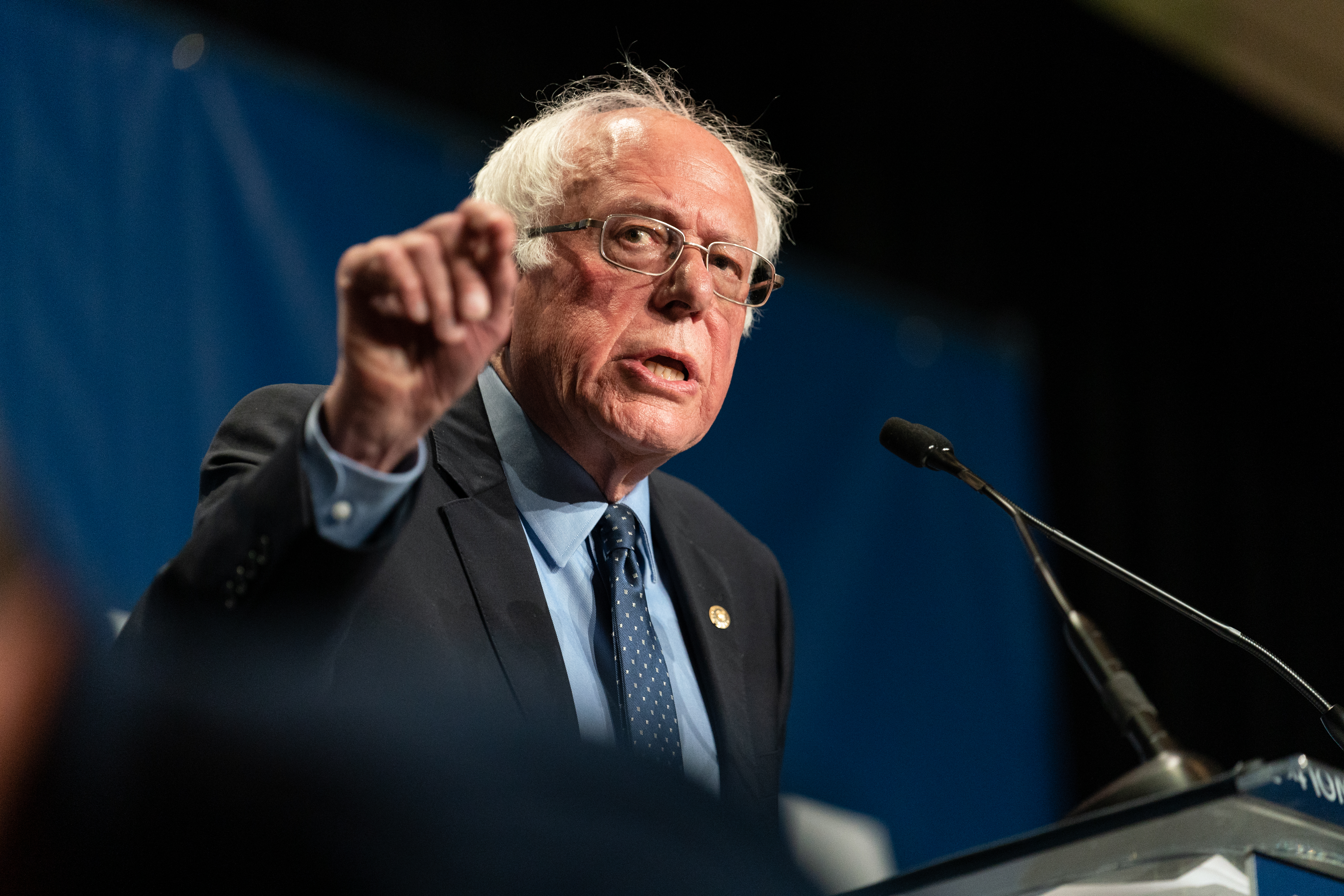
بيرني في سيدار رابيدز بولاية آيوا بتاريخ 9 يونيو عام 2019

عقد ساندرز مسيرة انطلاق في بروكلين، نيويورك في 2 مارس 2019، بحضور يقدر بحوالي 13 ألف شخص. بالإضافة إلى مواقفه المعروفة بشأن المساواة في الدخل والإصلاح المجتمعي، تحدث ساندرز أيضًا عن حياته الشخصية، وهو أمر تردد في الخوض فيه في حملته الرئاسية الأولى. تحدث ساندرز عن تأثير تنشئة الطبقة العاملة في بروكلين وتجارب والده، وهو مهاجر يهودي فر من معاداة السامية والفقر المدقع في بولندا، على حياته. قال ساندرز: «أعرف من أين أتيت، وهذا شيء لن أنساه أبدًا. على عكس دونالد ترامب، الذي أغلق الحكومة وترك 800 ألف موظف فيدرالي بدون دخل لدفع الفواتير، أعرف كيف يبدو الأمر في الأسرة التي تعيش بأجر لتدفع التزاماتها».
في 3 مارس، تحدث ساندرز في سيلما، ألاباما، في حدث تذكاري أقيم لتذكر مسيرة الحقوق المدنية المعروفة باسم الأحد الدامي. في وقت لاحق من ذلك اليوم، عقد ساندرز خطبته الثانية في شيكاغو، إلينوي. في أول خطبة له، تحدث عن الدخل والمساواة الاجتماعية، ولكن في شيكاغو، تحدث ساندرز على نطاق أوسع ضد التفاوتات العرقية. ناقش ساندرز مشاركته الشخصية في حركة الحقوق المدنية، بما في ذلك دوره الرائد في اعتصامات جامعة شيكاغو لعام 1962 ومشاركته في مارس 1963 في مسيرة واشنطن للوظائف والحرية، حيث ألقى مارتن لوثر كينغ الابن خطابه الشهير «لدي حلم».
في 13 أبريل، ألقى ساندرز خطابًا لأعضاء النقابات الخدمية في كوبيرسفيل، ميشيغان حيث تعهد ببذل كل ما في وسعه لمنع إعادة انتخاب الرئيس ترامب وأعلن أن إدارة ساندرز ستستخدم سلطة الحكومة الفيدرالية لتقول للشركات الكبيرة التي تحقق أرباحًا عاملوا عمالكم باحترام.
في 5 مايو، ألقى ساندرز خطابا في أرض المعارض في مقاطعة ميتشل في أوسيدج، أيوا، داعيًا إلى تغييرات جذرية في الاقتصاد الزراعي للولايات المتحدة بما في ذلك نهج السياسات المختلفة لدعم المزارع، وبرامج إدارة الإمدادات والاستثمارات الريفية وأشار إلى الحاجة إلى تدابير مكافحة الاحتكار جديدة لمكافحة الاحتكار المتزايد للزراعة.

## المواقف السياسية
ساندرز هو ديمقراطي إجتماعي وتقدمي ومؤيد لحقوق العمال يؤكد على عكس عدم المساواة الاقتصادية للحد من قوة الأثرياء حتى يكون هناك «اشتراكية ديمقراطية للأسر العاملة وليس فقط وول ستريت وأصحاب المليارات والشركات الكبرى». وهو يدعو إلى توفير الرعاية الصحية الشاملة أحادية الدوافع، والإجازة الوالدية المدفوعة الأجر، فضلا عن التعليم العالي المجاني. ينظر ساندرز إلى الانحباس الحراري العالمي باعتباره مشكلة خطيرة، ولقد وجه الانتباه الوطني إلى الحاجة إلى العمل العدواني في التعامل مع قضية المناخ في سباق عام 2016. وفي عام 2019 أعلن عن تأييده لتشريع الصفقة الجديدة الخضراء. وفيما يتصل بالسياسة الخارجية، فإن ساندرز يؤيد على نطاق واسع خفض الإنفاق العسكري، والسعي إلى المزيد من الدبلوماسية والتعاون الدولي، والتركيز بشكل أكبر على حقوق العمل والمخاوف البيئية عند التفاوض على إتفاقيات التجارة الدولية. وفيما يتصل بالقضايا الاجتماعية، فهو يؤيد إصلاح قوانين الهجرة، وحقوق الإجهاض للمرأة، ومعارضة عقوبة الإعدام، والمساواة بين المثليين، والاعتراف بمخاوف «حياة السود مهمة».

## وصلات خارجية
- الموقع الرسمي